# Alcoma
L'Alumina Corporation of Malawi (Alcoma) est une société minière créé à l'automne 1969, en association avec Lohnro et l'État du Malawi, pour exploiter les mines de bauxite du Massif Mulanje, dans un secteur enclavé, au sud du pays.

## Histoire
L'un des grands associés, le richissime banquier et homme d'affaires portugais António de Sommer Champalimaud prévoit ainsi de se fournir en bauxite, dans les mines du futur Malawi, qui n'est pas encore indépendant, afin de développer une usine d'aluminium. 
Ce gisement est le plus important actif minier du Malawi, et l'une des premières réserves mondiales de beauxite dans les années 1960, mais son accès est difficile. Pour ce projet, l'accès au port mozambicain de Nacala et aux livraisons d'essence de Durban, afin d'acheminer le minerai par camion à travers le Mozambique, sont vitaux. Finalement, le projet sera abandonné. Dans les années 1970, la part de l'Afrique dans la production mondiale de bauxite triple, mais le Malawi n'en profite guère.